# Которь
Которь (рос. Которь) — село в Думіницькому районі Калузької області Російської Федерації.
Населення становить 203 особи. Входить до складу муніципального утворення Село Которь.

## Історія
Від 2004 року входить до складу муніципального утворення Село Которь.

## Населення
| 2002 | 2010 | 2012 |
| ---- | ---- | ---- |
| 177  | ↗178 | ↗203 |